# 데이비등

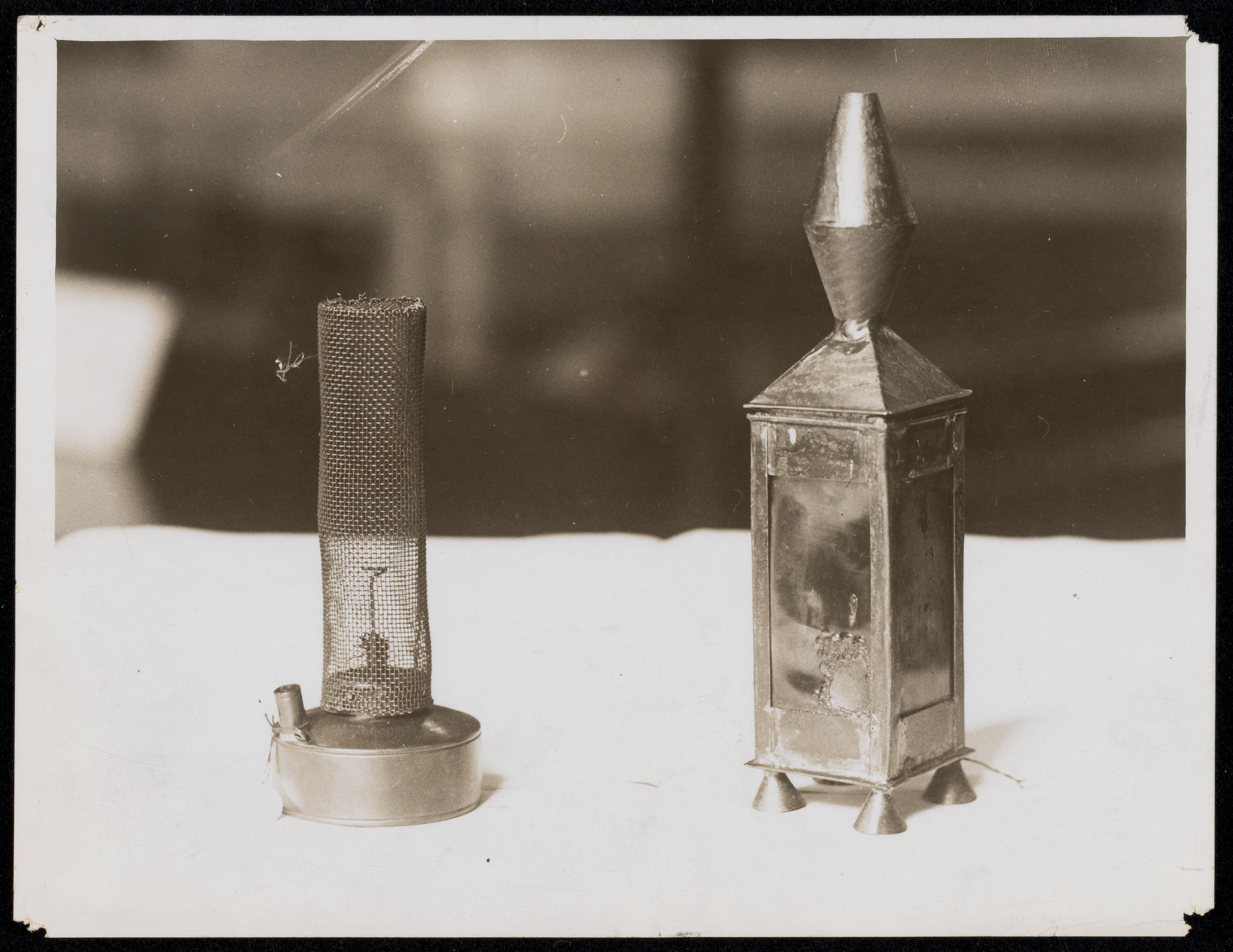
데이비의 첫 안전 랜턴 (왼쪽, 1815년)

데이비등 또는 데이비 램프(Davy lamp)는 1815년 험프리 데이비 경(Sir Humphry Davy)이 발명한 가연성 대기에서 사용되는 안전 램프이다. 이는 메시 스크린 내부에 불꽃이 들어 있는 심지 램프로 구성된다. 탄광에서 사용하기 위해 만들어졌으며, 파이어댐프(Firedamp) 또는 마인댐프(Minedamp)라고 불리는 메탄 및 기타 가연성 가스의 존재로 인한 폭발 위험을 줄였다.